# Coupe de la Fédération du Koweït
La Coupe de la Fédération du Koweït est une compétition de football du Koweït. Il s'agit de la version koweïtienne de la Coupe de la Ligue et a été joué dans son format actuel chaque année depuis 2008.
La première édition de la Coupe de la Fédération a cependant été disputée lors de la saison 1969-1970, bien que l'on ne sache pas grand-chose de la compétition dans les premières années. La compétition est destinée aux équipes seniors évoluant dans la Premier League koweïtienne de premier plan.

## Anciens vainqueurs
- 1970 : Al-Arabi
- 1974 : Al Fehayheel
- 1975 : Khaitan SC
- 1978 : Al-Kuwait
- 1979 : Al-Arabi
- 1992 : Al-Kuwait
- 1996 : Al-Arabi
- 1997 : Al-Arabi
- 1999 : Al-Arabi
- 2000 : Al-Arabi
- 2001 : Al-Arabi
- 2003 : Al Yarmouk

## Palmarès Après 2008
| Année | Vainqueur    | Score              | Finaliste     |
| ----- | ------------ | ------------------ | ------------- |
| 2008  | Al-Qadsia    | 1 - 1 ap 4 tab à 3 | Al-Kuwait     |
| 2009  | Al-Qadsia    | 1 - 0              | Kazma         |
| 2010  | Al-Kuwait    | 0 - 0 ap 7 tab à 6 | Al-Arabi      |
| 2011  | Al-Qadsia    | 2 - 0              | Al-Nasr       |
| 2012  | Al-Kuwait    | 4 - 3              | Kazma         |
| 2013  | Al-Qadsia    | Championnat        | Al-Arabi      |
| 2014  | Al-Arabi     | 2 - 2 ap 4 tab à 2 | Al-Salmiya SC |
| 2015  | Al-Kuwait    | 1 - 0              | Khaitan SC    |
| 2016  | Kazma        | 2 - 1              | Al-Kuwait     |
| 2017  | Non disputée | Non disputée       | Non disputée  |
| 2018  | Kazma        | 3 - 3 ap 4 tab à 2 | Al-Shabab SC  |
| 2019  | Al-Qadsia    | 1 - 1 ap 5 tab à 4 | Al-Shabab SC  |
| 2020  | Abandonnée   | Abandonnée         | Abandonnée    |
| 2021  | Non disputée | Non disputée       | Non disputée  |
| 2022  | Al-Nasr      | 1 - 1 5 tab à 4    | Al-Arabi      |
| 2023  | Al-Qadsia    | 2 - 2 4 tab à 3    | Al-Salmiya SC |